# Yumi Kakazu
Yumi Kakazu (かかず ゆみ?, Kakazu Yumi; Kamifukuoka, 18 giugno 1973) è una doppiatrice giapponese. È affiliata con l'agenzia Genki Project. È apparsa in numerosi ruoli al fianco di Hiroyuki Yoshino, ed è principalmente nota per essere la voce di Shizuka Minamoto in Doraemon dall'aprile 2005.

## Doppiaggio

### Serie televisive
- After War Gundam X (Sala Tyrell)
- Aquarion (Silvia de Alisia)
- Ask Dr. Rin! (Banri Shijō)
- Black Heaven (OL)
- Bleach (Ririn)
- The Candidate for Goddess (Leena Fujimura, Yukine Simmons)
- Ceres, The Celestial Legend (Aya Mikage)
- Cyber Team in Akihabara (Dark Pigeon/Hatoko Daikan'yama)
- Descendants of Darkness (Maki)
- Devichil (Lala)
- Devil May Cry (serie animata) (Cindy)
- D.I.C.E. (Marsha Rizarov)
- Divergence Eve (Misaki Kureha)
- Doraemon (Shizuka Minamoto (second voice))
- Fate/kaleid liner Prisma Illya 3rei! (Magical Sapphire)
- Flint the Time Detective (Princess Kaguya, Yunīta)
- Gantz (Sadayo Suzumura)
- Geneshaft (Lieutenant Mir Lotus)
- Ghost in the Shell: Stand Alone Complex (Tokura Eka)
- Godannar (Shizuru Fujimura)
- Hikaru no Go (Akari Fujisaki)
- Hoshin Engi (Daji)
- Hungry Heart: Wild Striker (Rie Koboku)
- Initial D (Sayuki)
- Inuyasha (Ayame)
- The King of Braves GaoGaiGar Final -Grand Glorious Gathering- (Renais Cardiff Shishio)
- Kochira Katsushika-ku Kameari Kōen-mae Hashutsujo (Ibu Honda)
- Kyo Kara Maoh! (Miko Shibuya)
- Loveless (Yamato Nakano)
- Lovely Idol (Reiko Nakazawa)
- Lunar Legend Tsukihime (Hisui)
- Machine Robo Rescue (Nina)
- Medarot (Kokuryū, Momoko)
- Meine Liebe (Robertine)
- Mon Colle Knights (Songstress of the Flower Garden)
- One Piece (Bambino 1 (Fan Letter))
- Onegai My Melody (Johnny)
- Onmyō Taisenki (Misasa)
- Pokémon (Kei, Mikan)
- Pokémon: Advanced Generation (Annu)[2]
- RahXephon (Hiroko Asahina)
- Rockman EXE Stream (Meddy.EXE)[3]
- Saikano (Satomi)
- Saint Beast (Yuria)
- Samurai Deeper Kyo (Okuni, Jijin)
- Sister Princess (Haruka)
- Skull Man (Sayoko Karasuma)
- Someday's Dreamers (Takako Kawara)
- Soreike! Anpanman (Isoben)
- Steam Detectives (Misa Anan, newspaper reporter (Lily Edogawa))
- Stratos 4 (Mikaze Honjō)
- Superior Defender Gundam Force (Alicia)
- Tokyo Mew Mew (Mint Aizawa)
- Tsukuyomi -Moon Phase- (Elfriede)
- Uta Kata (Maki)
- Vampiyan Kids (Princess Castanet)
- Vandread (Dita Liebely)
- Yu-Gi-Oh! (Anzu Mazaki)
- Fullmetal Alchemist (Lyra)

### OVA
- Aquarion (Silvia de Alisia)
- The King of Braves GaoGaiGar Final (Renais Cardiff Shishio)
- Legend of the Galactic Heroes: Spiral Labyrinth (Mirriam Roses)
- Super Robot Wars Original Generation: The Animation (Seolla Schweizer)
- Tenbatsu! Angel Rabbie (Fia Note)
- True Love Story Summer Days, and yet... (Akimi Arimori)

### Film
- Doraemon the Movie: Nobita's New Great Adventure into the Underworld - The Seven Magic Users (Shizuka Minamoto)
- Final Fantasy VII Advent Children (Yuffie Kisaragi)
- Fullmetal Alchemist: Il conquistatore di Shamballa (Actress)
- Nobita's Dinosaur 2006 (Shizuka Minamoto)

### Videogiochi
- Another Century's Episode 3 (Sala Tyrell)
- Castlevania: Portrait of Ruin (Charlotte Aulin)
- Castlevania: Harmony of Despair (Charlotte Aulin)
- Castlevania: Grimoire of Souls (Charlotte Aulin)
- Crisis Core: Final Fantasy VII Reunion (Yuffie Kisaragi)
- Dead or Alive 6 (Kula Diamond)
- Dirge of Cerberus: Final Fantasy VII (Yuffie Kisaragi)
- Dissidia Final Fantasy: Opera Omnia (Yuffie Kisaragi)
- Ehrgeiz: God Bless the Ring (Yuffie Kisaragi)
- Fate/Grand Order (Magical Sapphire)
- Final Fantasy VII Remake: Intergrade (Yuffie Kisaragi)
- Final Fantasy VII Rebirth (Yuffie Kisaragi)
- Granblue Fantasy (Shizuka Minamoto)
- Kingdom Hearts (Yuffie Kisaragi)
- Kingdom Hearts II (Yuffie Kisaragi)
- Kingdom Hearts III (Yuffie Kisaragi)
- NeoGeo Heroes: Ultimate Shooting (Kula Diamond)
- Samurai Shodown: Warriors Rage (Mikoto)
- Shinobi Master Senran Kagura: New Link (Kula Diamond)
- SNK Heroines: Tag Team Frenzy (Kula Diamond)
- Super Robot Wars Alpha Gaiden (Sara Tyrell)
- Super Robot Wars Alpha 2 (Seolla Schweizer)
- Super Robot Wars Alpha 3 (Seolla Schweizer, Renais Cardiff Shishioh)
- Super Robot Wars GC (Fairy Firefly)
- Super Robot Wars OG: Original Generations (Seolla Schweizer)
- Super Robot Wars Z (Silvia de Alisia, Sara Tyrell, Celiane)
- Super Robot Wars Z2: Destruction Chapter (Silvia de Alisia)
- Super Robot Wars Z2: Rebirth Chapter (Silvia de Alisia)
- Super Robot Wars Z3: Heaven Chapter (Silvia de Alisia)
- Super Robot Wars 30 (Renais Cardiff Shishioh)
- Tales of the World: Radiant Mythology 3 (Nanaly Fletch)
- Tales of Versus (Nanaly Fletch)
- The King of Fighters 2000 (Kula Diamond)
- The King of Fighters 2001 (Kula Diamond, Luan, Chat)
- The King of Fighters 2002 (Kula Diamond)
- The King of Fighters Neowave (Kula Diamond)
- The King of Fighters XI (Kula Diamond)
- KOF: Maximum Impact 2 (Lilly Kane, Kula Diamond)
- The King of Fighters 2002: Unlimited Match (Kula Diamond)
- The King of Fighters XIII (Kula Diamond)
- The King of Fighters XIV (Kula Diamond)
- The King of Fighters: All Star (Kula Diamond)
- The King of Fighters XV (Kula Diamond)